# Сагдуллаев, Рустам Абдуллаевич
Руста́м Абдулла́евич Сагдулла́ев (узб. Rustam Saʼdullayev; род. 25 июля 1950, Ташкент) — советский и узбекский актёр и режиссёр, прославившийся ролью Ромео в художественном фильме «В бой идут одни „старики“».

## Биография
Родился 25 июля 1950 года в Ташкенте. Во время учёбы в школе занимался в драмкружке Дома пионеров. Первую роль в кино (Алимджан в фильме «Канатоходцы») сыграл в 13 лет. С тех пор кинематограф стал делом всей его жизни. В 1973 году Родион Нахапетов, снимавшийся вместе с Рустамом в фильме «Влюблённые», порекомендовал его Леониду Быкову на роль Ромео в фильме «В бой идут одни старики». После выхода фильма на экраны молодого актёра полюбил весь Советский Союз.
В 1975 году Рустам Сагдуллаев окончил Ташкентский театрально-художественный институт им. А. Н. Островского и стал актёром киностудии «Узбекфильм». Как режиссёр Сагдуллаев дебютировал фильмом «Останься» в 1984 году.
В период сложных политических отношений между Россией и Узбекистаном попал на родине «в опалу» за то, что на съёмках на российском телевидении сказал: «Приглашаю всех хороших людей в гости». Актёра запретили снимать в кино. В 2001 году вышел 10-серийный телесериал «Слепые» (пролежавший около 15 лет «на полке»), в котором Сагдуллаев выступил и режиссёром, и продюсером, и соавтором сценария, и исполнителем главной роли. Сериал снимался на собственной студии Сагдуллаева — «Равшан-фильм», созданной специально под этот проект и названной в честь его сына.

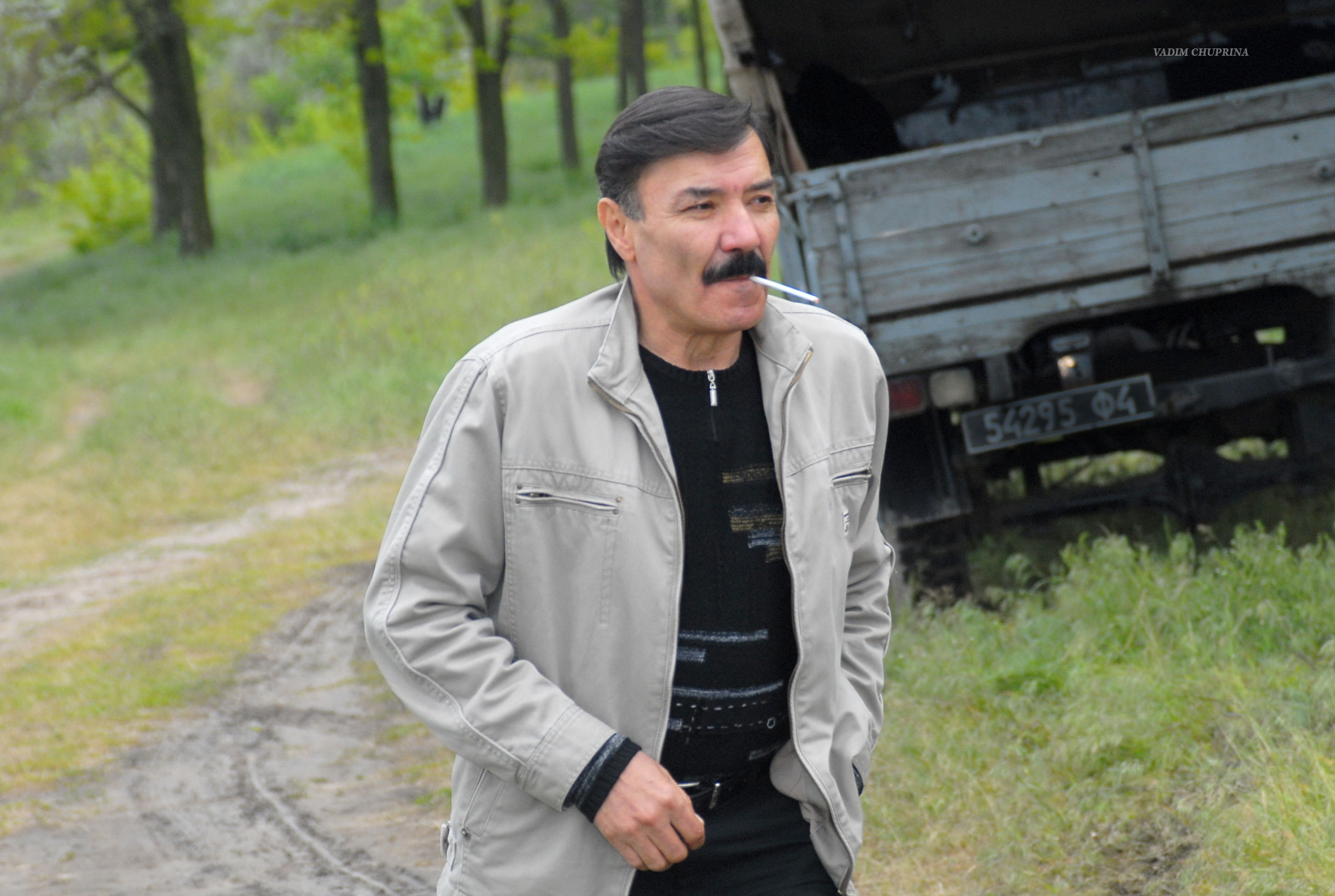
Рустам Сагдуллаев в 2008 году

Начиная с 2000-х годов, Сагдуллаев в составе актёров фильма «В бой идут одни „старики“» давал концертные выступления, приуроченные ко Дню Победы, в городах и странах бывшего СССР: Москва, Анапа, Ташкент, Киев, Мелитополь, Кривой Рог и др. К 40-летию фильма Рустам Абдуллаевич написал песню со следующими словами: «Родина была одна — за неё мы дрались. И в Берлине у Рейхстага крепко целовались. И неважно, кто ты был — узбек или грузин. Ведь победу ты добыл, был страной един!».

## Личная жизнь
Женат на Марине Владимировне Кузиной, с которой познакомился в 1987 году на съёмках фильма «Шок» — она работала в «Узбекфильме» начальником пошивочного цеха (сейчас у неё собственное ателье). У Рустама и Марины двое детей — дочь Навруза и сын Равшан.

## Фильмография
1. 1964 — Канатоходцы — Алиджан

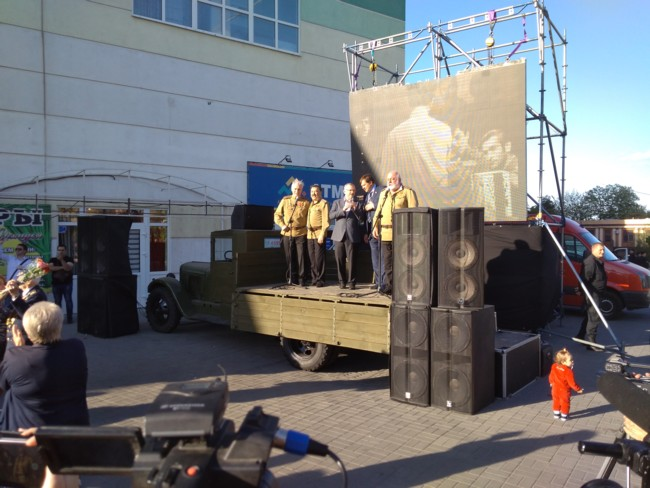
Мелитополь

2. 1966 — Белые, белые аисты — Карим
3. 1967 — Нежность
4. 1969 — Влюблённые — Рустам
5. 1970 — Интеграл — паренёк
6. 1971 — Без страха — Кадыр Каримов
7. 1972 — Этот славный парень — Рустам
8. 1973 — Мой добрый человек — Рустам
9. 1973 — В бой идут одни «старики» — «Ромео» Сагдулаев
10. 1974 — Незабытая песня — Саттар
11. 1976 — Повесть о двух солдатах — Рахим Закиров
12. 1980 — В стремнине бешеной реки — Джавхар
13. 1980 — Какие наши годы! — Ташкент Сопроматович Рахманов, шофёр-дальнобойщик
14. 1981 — Вот вернулся этот парень... — Рустам Гулямов
15. 1983 — Две главы из семейной хроники — Рустам
16. 1983 — Жаркое лето в Кабуле — Лахути
17. 1983 — Заложник — Абдулло
18. 1983 — Переворот по инструкции 107 — Али
19. 1985 — Прощай, зелень лета — Рустам
20. 1986 — Тайное путешествие Эмира — Каюм
21. 1987 — Смысл жизни — шофер
22. 1988 — Шок — Мурад Юсупов
23. 1991 — Из жития Остапа Вишни — Рамзи, нарком образования Узбекистана
24. 1991 — Судный день
25. 1992 — Кодекс молчания 2 — Мазут
26. 1992 — Маклер
27. 1995 — Бомба — прапорщик Рахим Ахмедов
28. 1997 — YARATGANGA SHUKUR (Я хочу)
29. 1999 — Белый танец — Рустам
30. 2001 — Слепые — Алишер Гаппарович
31. 2002 — Спецназ — полковник Акабиров
32. 2004 — Влюблённые. Фильм второй — Рустам
33. 2004 —  Близнецы — Насыров, зам. министра МВД Узбекистана
34. 2009 — Крест в круге — Максуд
35. 2011 — Тихая застава — подполковник
36. 2014 — Григорий Р. — Пётр Александрович Бадмаев доктор тибетской медицины
37. 2016 — Штрафник — Садреддин Заурович Алиев («Заурыч»)
38. 2018 — Большое небо — Ким Мартынович Мартынов, командир авиаэскадрильи
39. 2019 — Пассажир из Сан-Франциско — Тимур

## Награды и достижения
- Диплом третьей степени Московского Международного Фестиваля телефильмов за режиссёрскую работу (сериал «Слепые») в номинации «Дебют» (2001).[1]
- Орден Святого Георгия (2003).[1]
- Приз Международного фестивального совета «Госпожа Удача» имени Павла Луспекаева за мужество и достоинство в профессии[1]
- Орден «Дустлик» (24 августа 2021) — за особые заслуги в повышении научно-интеллектуального потенциала и духовности нашего народа, развитии сфер образования, здравоохранения, культуры, литературы, искусства, физического воспитания и спорта, а также средств массовой информации, большой вклад в обеспечение прогресса страны, укрепление мира и социально-духовной стабильности в обществе, воспитание здорового и гармонично развитого молодого поколения в духе патриотизма, а также активную общественную деятельность[5].
- Приз СНГ «За честь, достоинство и служение зрителю» премии «Хрустальная Турандот» (2023)[6].
- Специальный приз премии «Хрустальная Турандот» 2023 года в номинации «За честь, достоинство и служение театру».
- Премия «Звёзды Содружества» в номинации «За выдающийся вклад в культуру и искусство» (2025)[7].